# Sparks
"Sparks" je pjesma ruskog sastava t.A.T.u. Engleska je verzija pjesme 220. Objavljena je 13. travnja u Brazilu i na t.A.T.u.-ovom službenom YouTube računu. Video je gotovo jednak ruskoj verziji, ali su djevojke sinkronizirane usnama za engleski.